# کوابنا آگودا
کوابنا آگودا (انگلیسی: Kwabena Agouda؛ زادهٔ ۲۵ آوریل ۱۹۸۵) بازیکن فوتبال اهل غنا است که در پست مهاجم برای باشگاه فوتبال هاپوئل بنی‌لاد بازی می‌کند.